# سن-اوگوستن-دو-ووبورن، کبک
سَن-اُگوستَن-دو-وُبورن (به فرانسوی: Saint-Augustin-de-Woburn) قصبه‌ای در منطقه شهری لو گرانیت ناحیه استری در استان کبک کانادا است. در سرشماری سال ۲۰۱۱ این قصبه ۶۸۶ نفر جمعیت داشته‌است و مساحت آن ۲۸۰٫۸ کیلومتر مربع است.